# Dani Klein
Dani Klein (n. 1 ianuarie 1953, Brussel, Comunitatea Francofonă din Belgia⁠(d), Belgia) este solista trupei Vaya Con Dios, o formație muzicală belgiană. Trupa era cunoscută pentru amestecul de stiluri muzicale. Aceasta este una din cele mai de succes formații belgiene din toate timpurile, cu vânzări de peste 7 milioane de albume și peste 3 milioane de single-uri. 
| Dani Klein                                          |                                               |
| Date personale                                      |                                               |
| Origine                                             | Bruxelles, Belgia                             |
| Gen muzical                                         | Jazz, blues, soul, latino, gypsy și soft rock |
| Ani de activitate                                   | 1986–1996, 2004–2014                          |
| Case de discuri                                     | Ariola Records                                |
| Membri                                              |                                               |
| Dani Klein Jean-Michel Gielen                       |                                               |
| Foști membri                                        |                                               |
| Willy Lambregt (1986–1987) Dirk Schoufs (1986–1991) |                                               |
| Prezență online                                     |                                               |
| Site web                                            |                                               |